# Castolus ferox
Castolus ferox är en insektsart som först beskrevs av Banks 1910.  Castolus ferox ingår i släktet Castolus och familjen rovskinnbaggar. Inga underarter finns listade i Catalogue of Life.